# Calyptranthes jefensis
Calyptranthes jefensis är en myrtenväxtart som beskrevs av Bruce K. Holst och Maria Lucia Kawasaki. Calyptranthes jefensis ingår i släktet Calyptranthes och familjen myrtenväxter.
Artens utbredningsområde är Panamá. Inga underarter finns listade i Catalogue of Life.